# Fort d'Andoy
Le fort d'Andoy, situé à Andoy, sur les hauteurs du Condroz et à 7,5 kilomètres au sud-est de Namur, servit à la défense de la ville de Namur durant les deux guerres mondiales du XXe siècle, en 1914 et en 1940.

## Histoire

### Première Guerre mondiale
En 1914, la combativité des défenseurs de Liège et du fort d'Andoy (Namur) ralentit considérablement l'avancée de l'armée allemande. Deux historiens irlandais, John Horne et Alan Kramer, le rappellent dans leur livre sur les Atrocités allemandes (où ils expliquent aussi très longuement les raisons des massacres de civils en août 1914), dont plusieurs eurent lieu dans l'agglomération namuroise, en particulier à Bouge et Namur même.
À Namur, l'intervention de l'évêque, Mgr Heylen, auprès du général allemand permit que les massacres n'atteignent pas l'ampleur de ceux qui furent commis à Tamines et Dinant.

### Seconde Guerre mondiale
L'historien Jacques Vandenbroucke écrit : « le combat livré par les forts namurois depuis le 15 mai 1940 est totalement incroyable compte tenu des conditions du terrain », par[Quoi ?] « des Wallons issus d'un recrutement très régional ». Il se plaint que rien ne vient évoquer [Où ?] cette résistance namuroise et rappelle que le journal français Le Figaro entre autres, la salua.
La reddition n'eut lieu que le 23 mai, soit une semaine après le retrait des fantassins de la PFN (position fortifiée de Namur), du fait du franchissement de la Meuse un peu plus au sud, à Houx et à Leffe.

## Description
Le fort est triangulaire.
À 1 200 mètres du fort, se dresse une tour d'aération. Un long tunnel relie cette tour dite de Bossimé au fort.

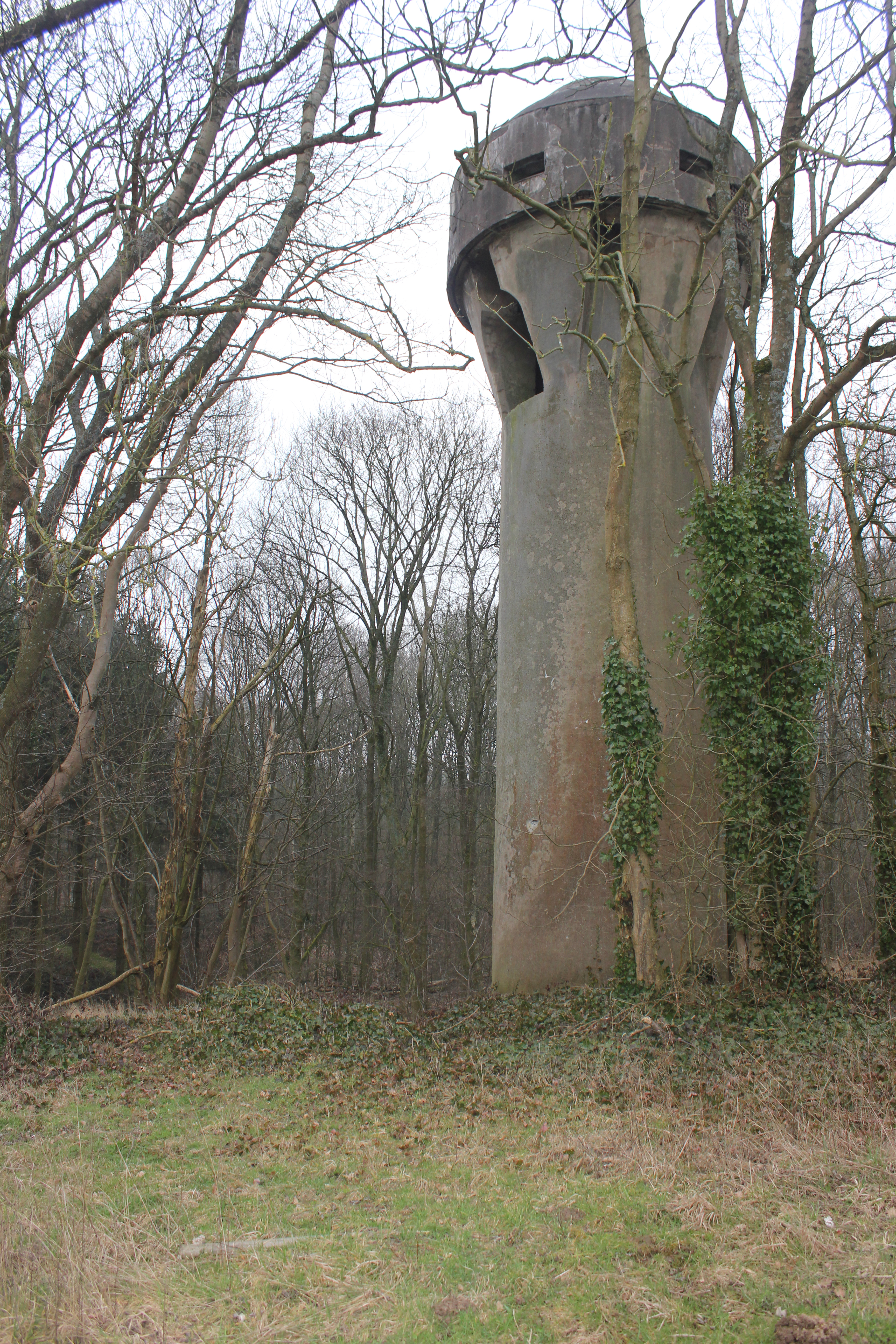
Une tour d'aération située à l'extérieur du fort permet des appels d'air et un ravitaillement depuis l'extérieur.
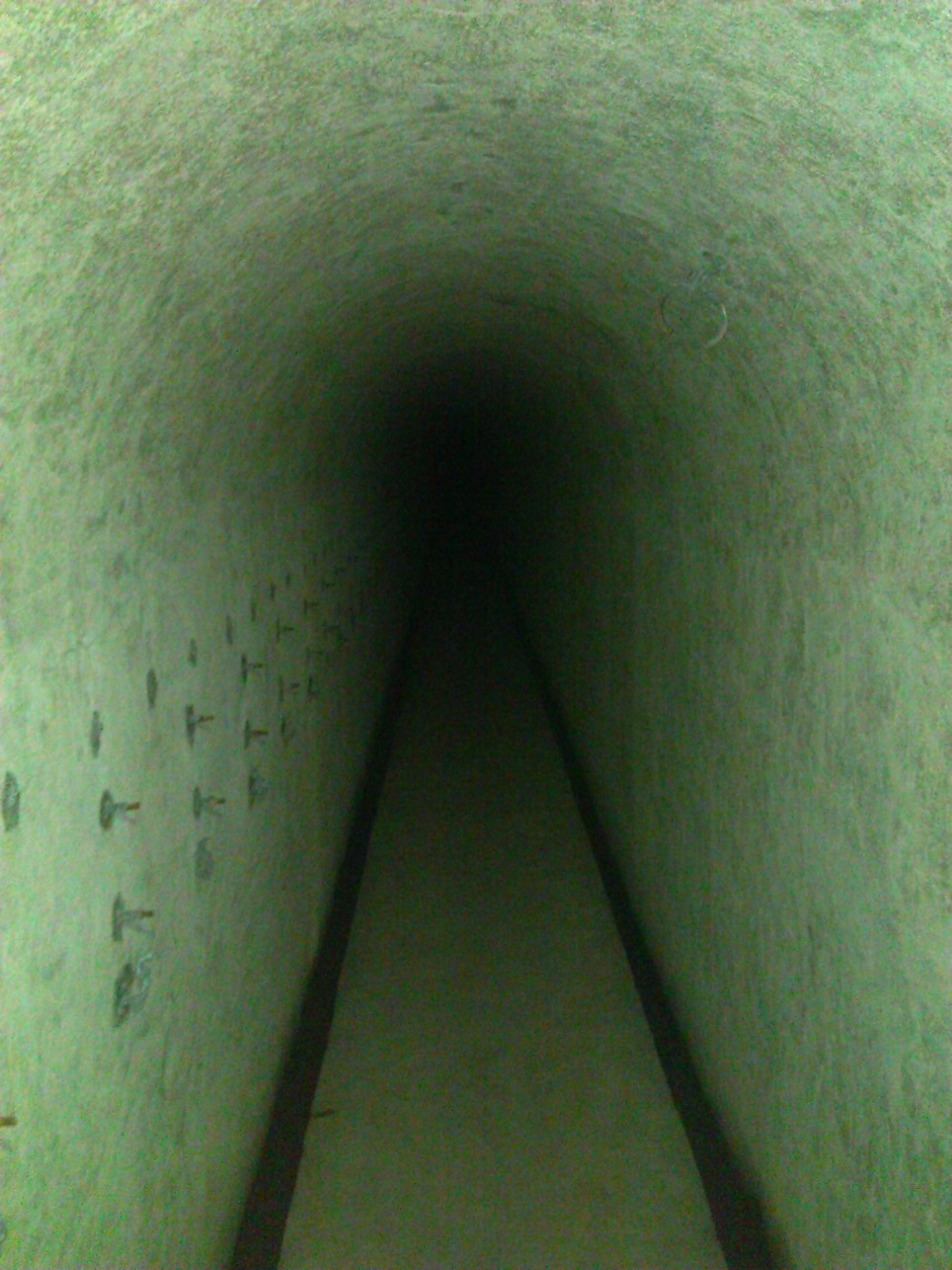
Un long tunnel relie la tour au corps de bâtiments principal du fort.